# La cabeza de Medusa
La cabeza de Medusa es un cuadro de Caravaggio, de 1597. Es la cabeza de Medusa pintada en lienzo y luego pegada sobre tabla de álamo en forma de tondo o escudo. La pintura representa la cabeza cortada de Medusa, una figura de la mitología griega. Medusa fue una vez una mujer humana, pero la diosa Atenea la maldijo para que viviera como un monstruo después de que Poseidón la violara en uno de los templos de Atenea. Su cabello se convirtió en serpientes, y cualquiera que la mirara se convertiría en piedra. Perseo, el hijo semidiós de Zeus, finalmente decapitó a Medusa con la ayuda de una espada y de diversos objetos que le regalaron de los dioses.
Caravaggio reemplazó el rostro de Medusa por el suyo propio, lo que le permitió posicionarse como inmune a su mirada fatal. Aunque la cabeza está decapitada, todavía parece consciente, y la pintura captura sus momentos finales antes de la muerte. Los ojos del rostro se ensanchan, y sus cejas se arrugan; su boca cuelga abierta. La sangre brota del cuello cortado. Muchos críticos del arte fueron duramente heridos en su sensibilidad por esta obra, la que es considerada la más sangrienta de Caravaggio.

## Véase también

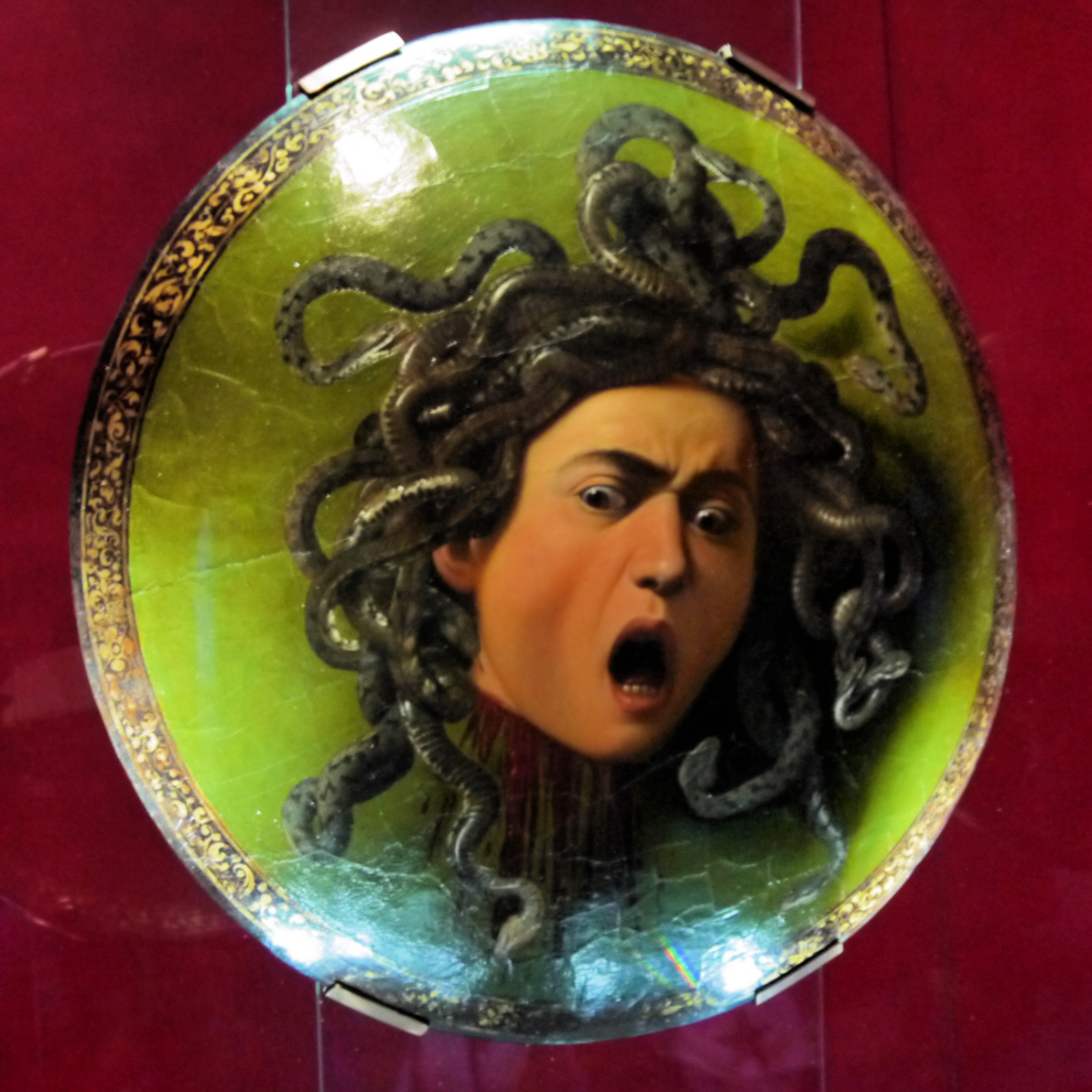
La Gorgona de Caravaggio